# Paul Chihara
Paul Seiko Chihara (* 9. Juli 1938 in Seattle, Washington) ist ein US-amerikanischer Komponist und Musikprofessor an der University of California, Los Angeles.

## Leben
Da der gebürtige Amerikaner Paul Seiko Chihara japanischer Abstammung ist, verbrachte er während des Zweiten Weltkrieges mehrere Jahre im Internierungslager Minidoka War Relocation Center. Später erhielt er seinen Bachelor und Master in Englischer Literatur an der University of Washington und der Cornell University. Anschließend promovierte er unter Robert Moffat Palmer an der Cornell. Parallel dazu studierte er Komposition bei Nadia Boulanger in Paris, bei Ernst Pepping in West-Berlin und Gunther Schuller in Tanglewood. Er war der erste angestellte Komponist des Los Angeles Chamber Orchestra, gemeinsam mit dem Dirigenten Neville Marriner, und ist aktuell in leitender Funktion des Musikinstituts der University of California, Los Angeles tätig.

## Diskografie (Auswahl)
- 1965: Magnificat
- 1966: Logs (ein oder mehrere Kontrabässe)
- 1967: Driftwood (Streichquartett)
- 1968: Branches (2 Fagotte, Schlagzeug)
- 1968: Willow Willow (Flöte, Tuba, Schlagzeug)
- 1970: Forest Music (Orchester)
- 1971: Windsong (Cello und Orchester)
- 1971: Redwood (Viola und Schlagzeug)
- 1971: Ave Maria - Scarborough Fair (6 Männerstimmen)
- 1972: Ceremony I (Oboe, 2 Celli, Kontrabass, Schlagzeug)
- 1972: Grass (Kontrabass und Orchester)
- 1973: Ceremony III (Flöte und Orchester)
- 1973: Ceremony IV (Orchester)
- 1974: Ceremony II (Verstärkte Flöte, 2 verstärkte Celli, Schlagzeug)
- 1974: Elegy (Klaviertrio)
- 1974: Piano Trio
- 1975: Guitar Concerto
- 1975: Symphony no.1 "Symphony in Celebration" (Ceremony V)
- 1975: Shinju (Lovers’ Suicide) (Ballet nach Chikamatsu)
- 1975: Missa Carminum (8 Stimmen)
- 1977: The Beauty of the Rose is in its Passing (Fagott, 2 Hörner, Harfe, Schlagzeug)
- 1977: String Quartet (Frühling)
- 1978: Mistletoe Bride
- 1978–1980: The Infernal Machine, überarbeitet als Oedipus Rag (Musical nach Jean Cocteau)
- 1980: The Tempest (Ballett nach Shakespeare)
- 1980: Concerto for String Quartet & Orchestra ("Kisses Sweeter than Wine")
- 1980: Sinfonia concertante (9 Instrumente)
- 1981: Saxophone Concerto
- 1981: Symphony no.2 "Birds of Sorrow"
- 1984: Sequoia (Streichquartett und Tonband)
- 1989: Clarinet Trio (Shogun Trio)
- 1995: Shogun: The Musical
- 1995: Forever Escher (Saxophonquartett und Streichquartett)
- 1996: Minidoka (Reminiscences of ...) (Ensemble und Tonband)
- 1997: Sonata (Viola und Klavier)
- 1998: Minidoka (Chor, Schlagzeug und Tonband)
- 1999: Double Concerto for Violin, Clarinet & Orchestra
- 2001: Clouds (Orchester)
- 2002: Amatsu Kaze (Sopran und 5 Instrumente)
- 2004: An Afternoon on the Perfume River (Kammerorchester)
- 2004: Trio Nostalgico
- 2007: Magnificat: Hannah's Prayer
- 2008: Fantasy (Violine oder Flöte, Cello und Klavier)
- 2008: Ami (Klavier vierhändig)
- 2008: When Soft Voices Die (Violine und Orchester)
- 2009: Images (Klarinette, Viola und Klavier)
- 2009: Second Piano Quintet, "Aka Tombo (Dragonfly)"

## Filmografie (Auswahl)
- 1975: Frankensteins Todesrennen (Death Race 2000)
- 1976: Abschied von Manzanar (Farewell to Manzanar)
- 1976: Catch Ferrari (Sweet Revenge)
- 1977: Ich hab’ dir nie einen Rosengarten versprochen (I Never Promised You a Rose Garden)
- 1978: Die Bären sind nicht mehr zu bremsen (The Bad News Bears Go to Japan)
- 1978: Dr. Strange
- 1978: Feuer aus dem All (A Fire in the Sky)
- 1978: Verrat an Julie Roy (Betrayal)
- 1978: Wolfsmond (Death Moon)
- 1979: Sie sah den Mörder (Mind Over Murder)
- 1979: Gewalt (Act of Violence)
- 1981: Prince of the City
- 1982: Ambush Mörder (The Ambush Murders)
- 1982: Die Unbezähmbare (The Legend of Walks Far Woman)
- 1982: Scheidungskriege (Divorce Wars: A Love Story)
- 1982: Wenn Märchen wahr werden (Miss All-American Beauty)
- 1983: Computer Kids (Whiz Kids, Fernsehserie)
- 1983: Die Überlebenskünstler (The Survivors)
- 1983: Ein Fall für Professor Chase (Manimal, Fernsehserie)
- 1983: Fluch der Leidenschaft (The Haunting Passion)
- 1983: Jane Doe findet ihren Mörder (Jane Doe)
- 1984: In der Mittagsglut (Noon Wine)
- 1984: Crackers – Fünf Gauner machen Bruch (Crackers)
- 1985: Das Recht zu töten (Right to Kill?)
- 1985: Der Ausweg (Toughlove)
- 1985: Die Saat des Bösen (The Bad Seed)
- 1985: MacGruder & Loud: Keine Zeit für Flitterwochen (MacGruder & Loud)
- 1985: Schuldlos hinter Gittern (Crime of Innocence)
- 1986: Der Morgen danach (The Morning After)
- 1986: Die letzten Tage von Frank und Jesse James (The Last Days of Frank and Jesse James)
- 1986: Im Netz der Gewalt (A Case of Deadly Force)
- 1986: Letzte Ruhe (Resting Place)
- 1986: Schakale der Nacht (Jackals)
- 1986: Tödliches Geschäft (A Deadly Business)
- 1986: Verschwörung des Bösen (When the Bough Breaks)
- 1986: Für immer Lulu
- 1987: Der Sex-König (The King of Love)
- 1987: Geschäft mit dem Leben (Baby Girl Scott)
- 1987: Im Spiegel lauert der Tod (Haunted by Her Past)
- 1987: The Killing Time
- 1987: Vergesst die Kinder nicht! (We Are the Children)
- 1988: Noble House (Miniserie)
- 1988: Sarah und Sam (Crossing Delancey)
- 1989: Doppeltes Spiel (Just Another Secret)
- 1989: Eintritt zur Hölle (Dark Holiday)
- 1989: Wiedersehen in Logansport (Bridesmaids)
- 1990: Der Sommer des Schakals (Death Has a Bad Reputation)
- 1990: Es führt kein Weg zurück (Pride and Extreme Prejudice)
- 1990: Schatten über Sunshine (A Little Piece of Sunshine)
- 1990: Spionenbande (Family of Spies)
- 1992: Am Abgrund (Quicksand: No Escape)
- 1992: Biancas Baby (Baby Snatcher)
- 2004: Das Verhör (Strip Search)

## Auszeichnungen
Emmy
- 1981: Nominierung in der Kategorie „Outstanding Achievement in Music Composition for a Limited Series or a Special (Dramatic Underscore)“ für Great Performances: Dance in America
- 1984: Nominierung in der Kategorie „Outstanding Achievement in Music Direction“ für Live from Lincoln Center